# Lovoa trichilioides

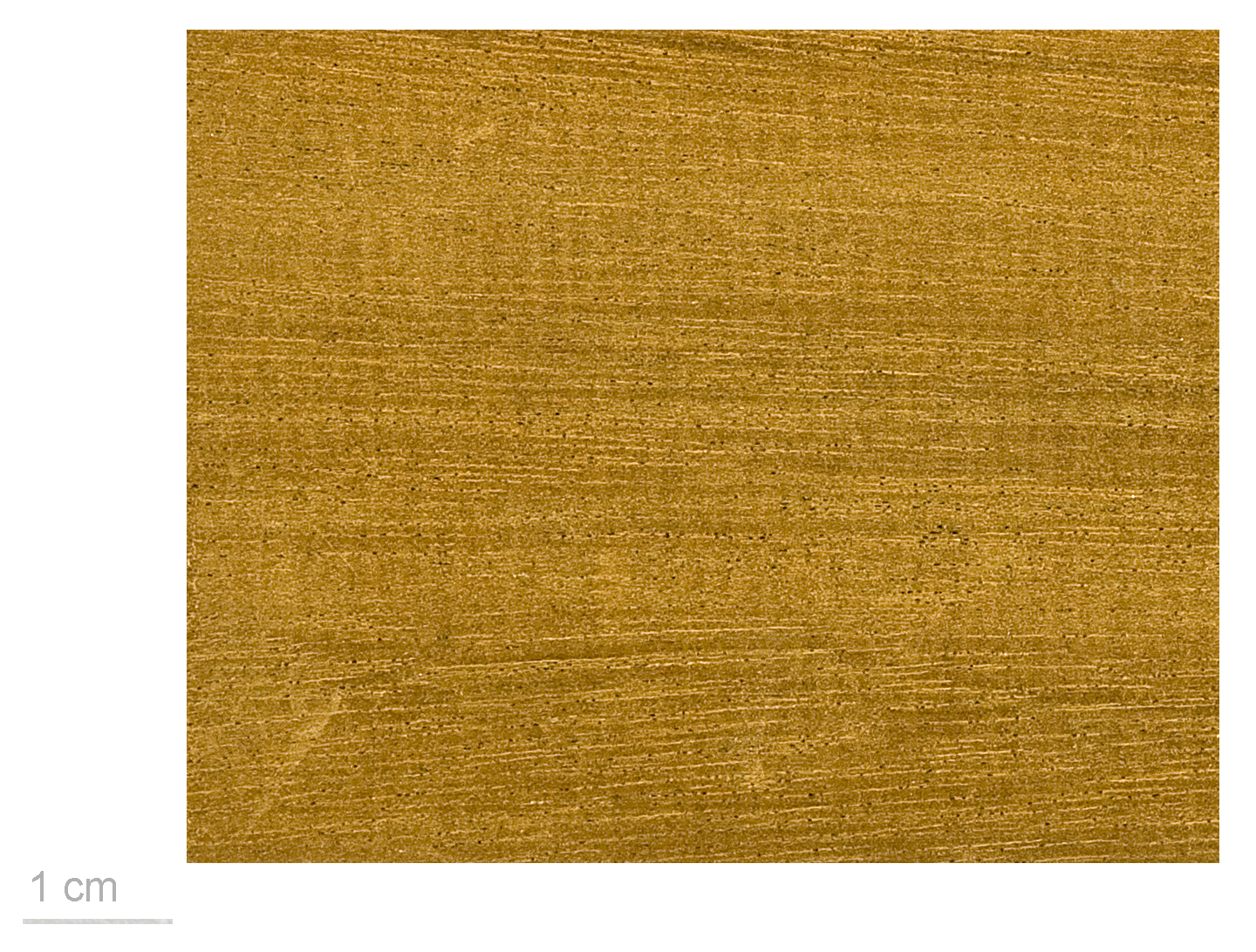
Holz von Lovoa trichilioides

Lovoa trichilioides oder Afrikanische Walnuss oder Dibétou, ist ein Baum in der Familie der Mahagonigewächse aus dem westlichen und zentralen tropischen Afrika. Die Gattung Lovoa beinhaltet nur zwei Arten, die andere Art Lovoa swynnertonii wird ähnlich genutzt.

## Beschreibung
Lovoa trichilioides ist ein immergrüner Baum der Wuchshöhen von 45 Meter erreicht. Der Stammdurchmesser kann bis über 150 Zentimeter erreichen.
Es werden kürzere Brettwurzeln ausgebildet. Die grau-braune Borke ist relativ glatt, leicht rissig bis schuppig.
Die wechselständigen, gestielten und kahlen Laubblätter sind paarig oder unpaarig, oft wechselnd, gefiedert mit 7–15 Blättchen. Der Blattstiel ist bis 3–9 Zentimeter lang, die Rhachis bis etwa 10–30 Zentimeter. Die kurz gestielten Blättchen sind ganzrandig und eiförmig bis elliptisch oder lanzettlich. Die Spitze ist abgerundet oder rundspitzig bis zugespitzt, geschwänzt. Die Nervatur ist fein gefiedert mit unterseits erhabener Mittelader. Die Nebenblätter fehlen.
Es werden achsel- oder endständige und bis 40 Zentimeter lange, kahle Rispen gebildet. Die funktionell eingeschlechtlichen und kurz gestielten, kleinen Blüten sind vier- bis fünfzählig mit doppelter Blütenhülle. Der kleine, bis etwa 2 Millimeter lange Kelch besitzt fast freie Lappen. Die Blütenkrone mit freien und etwa 4–6,5 Millimeter langen, länglichen Petalen ist weißlich und grünlich, rötlich gefleckt. Die männlichen Blüten haben einen Pistillode und 8–10 röhrig verwachsene Staubblätter, die fast sitzenden Staubbeutel sitzen kronenartig, jeweils innen, am oberen, gekerbten Rand der Röhre. Die weiblichen Blüten haben einen oberständigen, vier- bis fünfkammerigen Fruchtknoten mit kurzem Griffel mit breiter, kopfiger Narbe, sowie Staminodien. Es jeweils ist ein Diskus vorhanden.
Es werden hängende und vielsamige, septizidale, vier- bis fünfspaltige sowie leicht rippige, schwärzliche, etwa 7 Zentimeter lange, längliche und schmale, ellipsoide Kapselfrüchte gebildet. Die dunkelbraunen Samen sind einseitig geflügelt und inkl. Flügel 4–6 Zentimeter lang. 
Die Chromosomenzahl beträgt 2n = 50.

## Systematik
Die Erstbeschreibung erfolgt 1896 durch Hermann August Theodor Harms in H.G.A.Engler & K.A.E.Prantl, Nat. Pflanzenfam. 3(4): 308.

## Verwendung
Die Rinde wird medizinisch verwendet. 
Das mittelschwere, schöne Holz wird für verschiedene Anwendungen genutzt. Es wird auch als Afrikanische Walnuss, Afrikanischer Nussbaum, Dibétou, Bibolo oder als Tigerholz bezeichnet. Es findet Verwendung im Möbel- und Gitarrenbau, in der Tischlerei, im Innenausbau, sowie für Parkett und als Furnier- und Sperrholz.